# Sai (Fluss)
Der Sai (Hindi: सई Saī [sʌi]) ist ein 563 Kilometer langer Fluss im nordindischen Bundesstaat Uttar Pradesh. Er mündet in die Gomti, die ihrerseits ein Nebenfluss des Ganges ist.
Der Sai entspringt im Distrikt Hardoi in Zentral-Uttar-Pradesh und fließt zwischen den Flussläufen des Ganges und des Gomti parallel zu diesen beiden größeren Flüssen in südöstlicher Richtung durch die Gangesebene. Dabei durchquert er die Distrikte Hardoi, Unnao, Raebareli, Pratapgarh und Jaunpur. Die Städte Raebareli und Bela Pratapgarh liegen am Ufer des Sai. 16 Kilometer südöstlich von Jaunpur mündet der Sai in die Gomti.